# Abram Chasins
Abram Chasins (New York, 17 août 1903 – New York, 21 juin 1987), est un compositeur, pianiste, professeur, musicologue, écrivain et homme de radio américain.

## Biographie
Abram Chasins naît à Manhattan (New York). Après avoir fréquenté une école du groupe Ethical Culture et la Université Columbia, il étudie le piano avec Ernest Hutcheson (1871–1951) et la composition avec Rubin Goldmark (1872–1936), maître de Aaron Copland et George Gershwin à la Juilliard School. Puis il a la chance de poursuivre son perfectionnement avec Josef Hofmann au Curtis Institute of Music de Philadelphie. Pendant l'été 1931, il étudie l'analyse musicale avec Donald Tovey à Londres.
La carrière de Chasins en tant que concertiste se poursuit de 1927 à 1947. Pianiste exceptionnel, il donne de nombreux récitals et joue avec les grands orchestres tant aux États-Unis, qu'au Canada, en Amérique du Sud et en Europe. À Philadelphie, puis le 1er janvier 1929, au Carnegie Hall, il assure la création de son premier Concerto pour piano en fa mineur (1928) avec l'Orchestre de Philadelphie conduit par Ossip Gabrilowitsch. Et en mars 1933, il donne son deuxième Concerto pour piano en fa-dièse mineur (1931), à nouveau avec l'Orchestre de Philadelphie, mais sous la direction de Leopold Stokowski.
De 1926 à 1935, Chasins enseigne le piano à l'Institut Curtis, dès ses vingt-trois ans – sous la recommandation de Josef Hofmann – en tant que chef du département piano. 
Entre 1932 et 1939, il produit sa propre émission de radio intitulée Piano Pointeurs, qui utilise son Prélude en mi-bémol mineur comme générique. Il donne des classes de maître radiophoniques sur les radio nationales américaines, CBS et NBC. Dès 1941, il est associé de la station de radio classique fondée en 1939, WQXR-FM et acquis par The New York Times en 1944. Il en devient le directeur musical en 1946 et ce, jusqu'en 1965. Il se consacre entièrement à son poste, abandonnant sa carrière de concertiste. Il participe aux jury de concours prestigieux, tels les prix Van Cliburn, Kappel, Chopin (dès 1949) ou Rachmaninoff.
Il écrit pour les magazines Saturday Review et Sunday Magazine du New York Times et est conseiller pour le film de la firme Columbia, The Competition (1980) avec Richard Dreyfuss. Il rédige nombre de textes d'introduction aux disques, notamment ceux d'Arthur Rubinstein pour RCA.
En 1949, il épouse Constance Keene (1921–2005), une pianiste et ancienne élève. Ils jouent en duo et enregistrent quelques disques.
En 1972, il rejoint l'Université de Californie du Sud à Los Angeles comme musicien en résidence, le poste ayant été créé pour lui. Il réorganise la station de radio gérée par des étudiants, en une chaîne pour la musique classique ou moderne. Il prend sa retraite en 1977 et décède d'un cancer, chez lui à Manhattan, le 21 juin 1987 à l'âge de 83 ans.

## Œuvres

### Compositions
Abram Chasins a écrit plus de cent compositions, essentiellement destinées au piano. Rachmaninoff lui-même disait son estime pour la musique pour piano de Chasins. Ses Trois pièces chinoises, op. 5 (1925) ont été interprétées par des pianistes célèbres dont Josef Lhévinne, Josef Hofmann, William Kapell et à plusieurs reprises par Shura Cherkassky. Dans sa version orchestrée Flirtation in a Chinese Garden, fut l'œuvre choisie pour être exécuté par Toscanini avec le New York Philharmonic, ainsi qu'une autre, Parade, le 8 avril 1931. C'est la première fois que le chef italien dirige la création d'un œuvre américaine et Chasins n'a que vingt-sept ans.
La Paraphrase de concert sur « La vie d'un artiste » de J. Strauss est parmi ses meilleures œuvres pour deux pianos, et ses 24 Préludes pour piano (1928) continuent à être utilisés comme répertoire pédagogique.
- Trois pièces chinoises, opus 5 (1925, pub. 1926 ; éd. rev. 1990)
  1. A Shanghai Tragedy
  2. Flirtation In a Chinese Garden
  3. Rush Hour in Hong Kong
- Nocturne en sol mineur, opus 6/1
- Six Préludes, opus 10 (1928)
  - Préludes pour piano en ré majeur, opus 10/5
- Six Préludes, opus 11 (1928)
  - Préludes pour piano en fa-dièse mineur, opus 11/1
- Six Préludes, opus 12 (1928)
  - Préludes pour piano en mi-bémol mineur, opus 12/2
- Six Préludes, opus 13 (1928)
  - Préludes pour piano en ut mineur, opus 13/1
- Fairy Tale
- Piano Playtime
  1. Waltz of the Rainbow
  2. By the Brook[5]
  3. Dancing Bagpipes
  4. Tricky Trumpet[6]
- Concerto pour piano no 1 en fa mineur (1928)
- Concerto pour piano no 2 en fa  mineur (1931)

En vue de son duo avec son épouse, il écrit des transcriptions pour deux pianos de Bach, Bizet, Gluck ou Rimsky-Korsakov :
- Paraphrase sur « le Beau Danube bleu », pour 2 pianos
- Carmen Fantasy, pour 2 pianos (sur des thèmes de Georges Bizet)

### Écrits
Chasins a également écrit un certain nombre de livres sur la musique et les musiciens, notamment :
- Speaking of Pianists (Alfred Knopf, 1957 ; 2e éd. 1961, avec chapitres supplémentaires ; 3e éd. rév. 1981, Da Capo Press)  — Chasins évoque ses amitiés musicales avec Hofmann, Godowski, Rachmaninoff, Stokowski, etc.[2]
- The Van Cliburn Legend (Doubleday, 1959 ; rééd. 2009 Kessinger Publishing) Le livre est celui d'un auteur idolâtre du grand pianiste.
- The Appreciation of Music (Crown, 1966)
- Music at the Crossroads (MacMillan, 1972)
- Stoki, the Incredible Apollo (Hawthorne, 1978[7])

## Discographie
Piano mécanique
- Flirtation in a Chinese Garden ; Rush Hour in Hong Kong (Duo-Art 7172)
- Flirtation in a Chinese Garden ; Rush Hour in Hong Kong (Duo-Art 71729)
- Shanghai Tragedy (Duo-Art 71739)

LP
- Bach et Mozart, Fantaisie et fugue en ré mineur BWV 903 (début 1950, LP Mercury 10062)
- Paraphrase de concert sur « La vie d'un artiste » de Johann Strauss - Abram Chasins et Constance Keene, pianos (Mercury EP-1-5052)
- Mozart, Fantasie en ut mineur (Mercury EP-1-5056)
- Chasins, Fantasy on Themes From Weinberger's Opera Shvanda (LP Orion ORS 81402)

CD
- Chasins, Trois pièces chinoises, op. 5 (Londres, 12 novembre 1931, Naxos 8.111 220)
- Chasins, Prélude en fa dièse mineur op.11/1 et Prélude en ré mineur op. 13/5 (American Piano Music from 78rpm Recordings - Pristine PAKM 044)

Autres interprétations historiques
- Frank Sheridan, Flirtation in a Chinese Garden ; Rush Hour in Hong Kong (piano mécanique Ampico 6563)
- William Kapell, Piano Playtime nos 1, 4, 5 et 6 (RCA)
- Shura Cherkassky, Trois pièces chinoises op. 5 (Londres, 21 mars 1956, Medici Masters MM003-2)
- Shura Cherkassky, Trois pièces chinoises op. 5 (Londres, 1958, His Master Voice ; rééd. First Hand Records FHR04[8])
- Constance Keene, Préludes en ut mineur op. 13/1, en mi-bémol mineur op. 12/2, en fa-dièse mineur op. 11/1, en ré majeur op. 10/5, Trois pièces chinoises op. 5, Narrative (c. 1980 - Constance Keene Plays American Music LP Protone Records PR 155) avec des pièces de Charles Griffes
- Benno Moiseiwitsch, deux des Trois pièces chinoises, opus 5 (Naxos 8.110 689)
- Jorge Bolet, Frantaisie Schwanda (d'après Weinberger), deux préludes (nos 14 et 15) (1944 et 1987, « Bolet volume 2 » Marston 56003-2)